# Экономика внимания
Эконо́мика внима́ния — подход к управлению информацией, рассматривающий человеческое внимание в качестве дефицитного товара и применяющий экономическую теорию для решения проблем управления информацией. Также определяется как теория, согласно которой средства массовой информации, коммерческие предприятия и власти борются за внимание потребителя, представляющее собой его самый дефицитный ресурс.
Зарождение экономики внимания связано с тем, что в современном мире информации и товаров стало больше, в то время как объём времени, который можно на это потратить, не увеличивается. Как следствие, внимание стало главным капиталом. Первостепенной идеей экономики внимания является конвертация внимания в прямой или косвенный доход при использовании цифровых платформ и технологий.

## История
На протяжении XX века благодаря развитию технологий, глобальной индустриализации и усилению роли городов значимость внимания как ресурса экономической рентабельности неуклонно росла. С наступлением информационной эры стоимость человеческого внимания резко увеличилась, за него стали конкурировать СМИ, бизнес и государство. Причинами данного явления послужили пресыщенность контентом и изменение информационной среды, которое выразилось в том, что реклама переместилась с городских улиц на экраны гаджетов. Как подчёркивают экономисты, если раньше дефицитными ресурсами были земля и вода, то сегодня к ним добавилось человеческое внимание, ставшее и дефицитным, и значимым.
Впервые концепт экономики внимания предложил в 1971 году американский учёный Герберт Саймон, который изучал эффективное управление вниманием как дефицитным ресурсом в информационно богатом мире. Он отмечал, что избыток информации порождает нехватку внимания и необходимость его более эффективного перераспределения между многочисленными источниками информации. Саймон часто рассматривается как отец-основатель экономики внимания, между тем он изучал её только для человека или организации, которые стремятся разумно распределить ограниченный объём внимания, и не занимался вниманием как мотивирующим фактором в производстве информации.

В мире, насыщенном информацией, обилие информации означает недостаток чего-то другого — дефицит всего, что потребляет эта информация. Что потребляет информация, весьма очевидно: она поглощает внимание получателей. Следовательно, обилие информации создаёт недостаток внимания и необходимость эффективно распределять это внимание среди избытка источников информации, которые могут поглощать его.Оригинальный текст (англ.)In an information-rich world, the wealth of information means a dearth of something else: a scarcity of whatever it is that information consumes. What information consumes is rather obvious: it consumes the attention of its recipients. Hence a wealth of information creates a poverty of attention and a need to allocate that attention efficiently among the overabundance of information sources that might consume it.— Герберт Саймон
Понятие «экономика внимания» независимо друг от друга ввели Георг Франк и Майкл Голдхабер. Франк использовал этот термин в работе 1993 года «Экономика внимания» (нем. Ökonomie der Aufmerksamkeit), которая получила известность только после перевода на английский язык в 1999 году. Голдхабер ввёл понятие в 1997 году и использовал его как альтернативу термину «информационная экономика». По его мнению, именно «внимание, по крайней мере, направленное на то, что нам особенно важно, становится основным дефицитным ресурсом». С 1990-х годов теория экономики внимания стабильно развивается, несмотря на то что она не представляет собой доминирующее направление в рамках поведенческой экономики или самостоятельную область.

## Принципы
- Недвижимость. Пользователь владеет своим вниманием и может хранить его где угодно, сам контролирует своё внимание.
- Мобильность. Пользователь может безопасно переместить своё внимание куда угодно и когда угодно, имеет возможность передать внимание.
- Экономия. Пользователь может обращать внимание на что пожелает и получать отдачу, его внимание имеет ценность.
- Прозрачность. Пользователь может точно видеть, как используется его внимание[1].

## Задачи
- Создание шума. Предполагает генерирование смелых заявлений, нарушающих статус-кво и становящихся вирусными.
- Создание ценности. Означает придание контенту истинной ценности для аудитории, из-за чего его известность будет быстро расти.
- Создание легкодоступного контента или придание легкодоступности существующему контенту[1][6].

## Технологии привлечения внимания
Ричард Лэнхэм отмечает, что в современном мире прослеживается торжество информации над объектами, стиля над содержанием. Согласно его концепции осцилляции, человеческое внимание колеблется, переключается сначала на стиль, а затем через него и на содержание. Привычным явлением стали информационные войны, когда информационный инструментарий стал не только описывать события, но и создавать их.
Качественным примером зависимости денежного дохода от внимания служит влияние эмоциональной окраски новостей на рыночный курс рубля и настроений комментариев в Twitter на ценообразование предметов искусства. Отдельного освещения удостоилось привлечение дополнительного внимания при помощи негативной окраски новостных материалов в период пандемии COVID-19. Как показал ряд исследований, новости, вызывающие эмоции, особенно отрицательные, распространяются намного быстрее.